# Избакиев, Абдулла Тохтарович
Абдулла Тохтарович Избакиев (уйг. Абдулла Тохтар-огли Избакиев, 27 августа 1914 года — 2 июня 1990 года) — партийный и советский общественный деятель, Заместитель Министра Внутренних Дел Каз ССР, начальник Кызылординского Областного Управления Внутренних Дел.

## Биография
Родился в посёлке Талгар Илийского (ныне Талгарского) района Алматинской области.
Окончив среднюю школу, работал в колхозе «Луч Востока», в Алматинском горкоме комсомола, исполняющим обязанности председателя комитета по делам физкультуры и спорта при Совете народных комиссаров Казахской ССР (1934—1939).

### Великая Отечественная война
Участник Великой Отечественной войны (1942—1946). Боевую службу начинал с должности парторга батальона, закончил инструктором политуправления Степного военного округа.

### Партийная работа
После войны вновь направлен на партийную работу.
Окончив двухгодичную высшую партийную школу, стал первым секретарем Чиликского райкома компартии Алматинской области, заведующим административно-торговым отделом в обкоме партии (1947—1954).

### Работа в МВД Казахской ССР
В 1955 году Избакиева А. Т. назначают заместителем Министра Внутренних Дел Каз ССР, позже начальником Кызылординского Областного Управления Внутренних Дел, где он работал вплоть до ухода на пенсию. Жил в городе Алма-Ате.
Скончался 2 июня 1990 года. Похоронен на Кенсайском кладбище.

## Награды
Его заслуги отмечены двумя орденами Красной звезды, тремя орденами Великой Отечественной войны 2 степени, 3 орденами «Знак Почета», 20 медалями и почётными грамотами правительства.
Избакиев Абдулла Тохтарович являлся почётным гражданином г. Талгар Талгарского района Алматинской области.
В честь Избакиева А. Т. названа улица в г. Талгар Талгарского района Алматинской области.